# جيك ليبي
جيك ليبي (3 يناير 1993 في المملكة المتحدة - ) (بالإنجليزية: Jake Libby)‏ هو لاعب كريكت بريطاني. لعب مع نادي مقاطعة نورثامبتونشير للكريكت ‏ ونادي مقاطعة نوتنغهامشير للكريكت ‏ وCardiff MCC University ‏.

## وصلات خارجية
- جيك ليبي على موقع إي آس بي آن كريك إنفو (الإنجليزية)